# Brandon Cook
Brandon Cook (Toronto, Ontario, Canadá; 13 de junio de 1986) es un boxeador profesional canadiense.

## Récord profesional
| Record Profesional | Record Profesional | Record Profesional |
| 22 peleas          | 20 Victorias       | 2 Derrotas         |
| Nocaut             | 13                 | 2                  |
| Decisión           | 7                  | 0                  |
| Empates            | 0                  | 0                  |
| ------------------ | ------------------ | ------------------ |

| 20 Ganadas (13 KOs), 29 Derrotas (2 KOs) |        |                        |      |             |                          |                           |       |
| Res.                                     | Récord | Oponente               | Tipo | Rd., Tiempo | Datos                    | Localidad                 | Notas |
| Derrota                                  | 20-2   | Jaime Munguia          | TKO  | 3 (10)      | 15 de septiembre de 2018 | T-Mobile Arena, Las Vegas |       |
| Victoria                                 | 20-1   | Miguel Ángel Suárez    | KO   | 3 (10)      | 12 de mayo de 2018       |                           |       |
| Victoria                                 | 19-1   | Hector Carlos Santana  | KO   | 2 (10)      | 16 de diciembre de 2017  |                           |       |
| Derrota                                  | 18-1   | Kanat Islam            | TKO  | 9 (12)      | 9 de septiembre de 2017  |                           |       |
| Victoria                                 | 18-0   | Steven Butler          | KO   | 7 (12)      | 28 de enero de 2017      |                           |       |
| Victoria                                 | 17-0   | Davide Doria           | UD   | 10 (10)     | 14 de mayo de 2016       |                           |       |
| Victoria                                 | 16-0   | Rafael Sosa Pintos     | KO   | 5 (12)      | 21 de noviembre de 2016  |                           |       |
| Victoria                                 | 15-0   | Gogi Knezevic          | KO   | 4 (12)      | 27 de junio de 2015      |                           |       |
| Victoria                                 | 14-0   | Cristian David Serrano | TKO  | 1 (8)       | 6 de septiembre de 2014  |                           |       |
| Victoria                                 | 13-0   | Phil Rose              | UD   | 8 (8)       | 3 de mayo de 2014        |                           |       |
| Victoria                                 | 12-0   | Luca Michael Pasqua    | RTD  | 4 (10)      | 30 de noviembre de 2013  |                           |       |
| Victoria                                 | 11-0   | Tebor Brosch           | UD   | 8 (8)       | 14 de septiembre de 2013 |                           |       |
| Victoria                                 | 10-0   | Fitz Vanderpool        | TKO  | 1 (10)      | 1 de junio de 2013       |                           |       |
| Victoria                                 | 9-0    | Raul Saiz              | RTD  | 3 (6)       | 16 de febrero de 2013    |                           |       |
| Victoria                                 | 8-0    | Junmar Emon            | UD   | 4 (4)       | 1 de diciembre de 2012   |                           |       |
| Victoria                                 | 7-0    | Ferenc Zold            | TKO  | 3 (6)       | 8 de septiembre de 2012  |                           |       |
| Victoria                                 | 6-0    | Zoltan Surman          | TKO  | 2 (6)       | 12 de mayo de 2012       |                           |       |
| Victoria                                 | 5-0    | Chris Aucoin           | UD   | 6 (6)       | 11 de febrero de 2011    |                           |       |
| Victoria                                 | 4-0    | Jason Bernava          | KO   | 1 (6)       | 25 de noviembre de 2011  |                           |       |
| Victoria                                 | 3-0    | Darren Fletcher        | UD   | 4 (4)       | 22 de octubre de 2011    |                           |       |
| Victoria                                 | 2-0    | Laszlo Haaz            | TKO  | 1 (4)       | 24 de junio de 2011      |                           |       |
| Victoria                                 | 1-0    | Francis Lafreniere     | SD   | 4 (4)       | 19 de febrero de 2011    |                           |       |